# Carlos Ortíz
Carlos Julian Ortíz Castillo (ur. 4 grudnia 1974) – kubański zapaśnik w stylu wolnym. Olimpijczyk z Sydney 2000, gdzie zajął 6. miejsce w kategorii do 63 kg.
Pięciokrotny uczestnik Mistrzostw Świata. Dwukrotny medalista Igrzyskach Panamerykańskich w 1995 i 1999 roku. Cztery razy wygrywał na Mistrzostwach Panamerykańskich. Złoty medal na Igrzyskach Ameryki Środkowej i Karaibów w 1993 i 1998. Drugi w  Pucharze Świata w 1997; trzeci w 1996 i 1999; piąty w 1998 roku.